# Duosperma
Duosperma es un género de plantas con flores perteneciente a la familia Acanthaceae. El género tiene 26 especies de hierbas distribuidos por los trópicos y sur de  África.

## Taxonomía
El género fue descrito por William Adams Dayton y publicado en Rhodora 47: 262. 1945.

## Especies deDuosperma
| - Duosperma angolense - Duosperma crenatum - Duosperma cuprinum - Duosperma densiflorum - Duosperma eremophilum - Duosperma fanshawei | - Duosperma fimbriatum - Duosperma kilimandscharicum - Duosperma nudantherum - Duosperma quadrangulare - Duosperma sessilifolium - Duosperma trachyphyllum |

- Lista de especies